# Graphis scripta
Graphis scripta (L.) Arch., auch Schriftflechte  genannt, ist eine Krustenflechte, deren langgestreckte, gebogene und verzweigte Fruchtkörper (Hysterothecium) an Schriftzeichen erinnern.

## Merkmale

### Makroskopische Merkmale
Der Thallus ist weiß oder grau, er kann glatt oder rissig sein. Die Hysterothecien sind sehr variabel und können einfach bis verzweigt oder sternförmig vernetzt sein. Sie haben eine schwarze, schmale oder relative breite
Scheibe, die weißlich bereift sein kann.

### Mikroskopische Merkmale
Die Sporen sind hyalin, 1-15-septiert, 25–70 × 6–10 µm. Mit Iod-Kaliumiodid-Lösung färben sich die Sporen blauviolett (J+).
Die Photobionten sind Trentepohlia.

### Tüpfelreaktion
Keine.

### Flechteninhaltsstoffe
Keine.

## Diskussion
Graphis scripta kann sehr formenreich sein. Es wurden zahlreiche Modifikationen als Art beschrieben. Danach soll man noch unterscheiden können zwischen Graphis betulina, Graphis macrocarpa, Graphis pulverulenta. Das muss noch durch molekularphylogenetische Untersuchungen bestätigt werden.

## Standort
Sie kommt bis zur Waldgrenze auf der glatten Rinde von Laubbäumen (vor allem Buche, Hainbuche, Esche, Hasel), seltener auf Tanne vor. Sie bevorzugt schattige, luftfeuchte Standorte an beregneten bzw. durch Stammablaufwasser befeuchteten Flächen. Sie zählt in Süddeutschland noch zu den häufigen Arten, ist im Norden jedoch schon teilweise selten geworden.